# Class 73

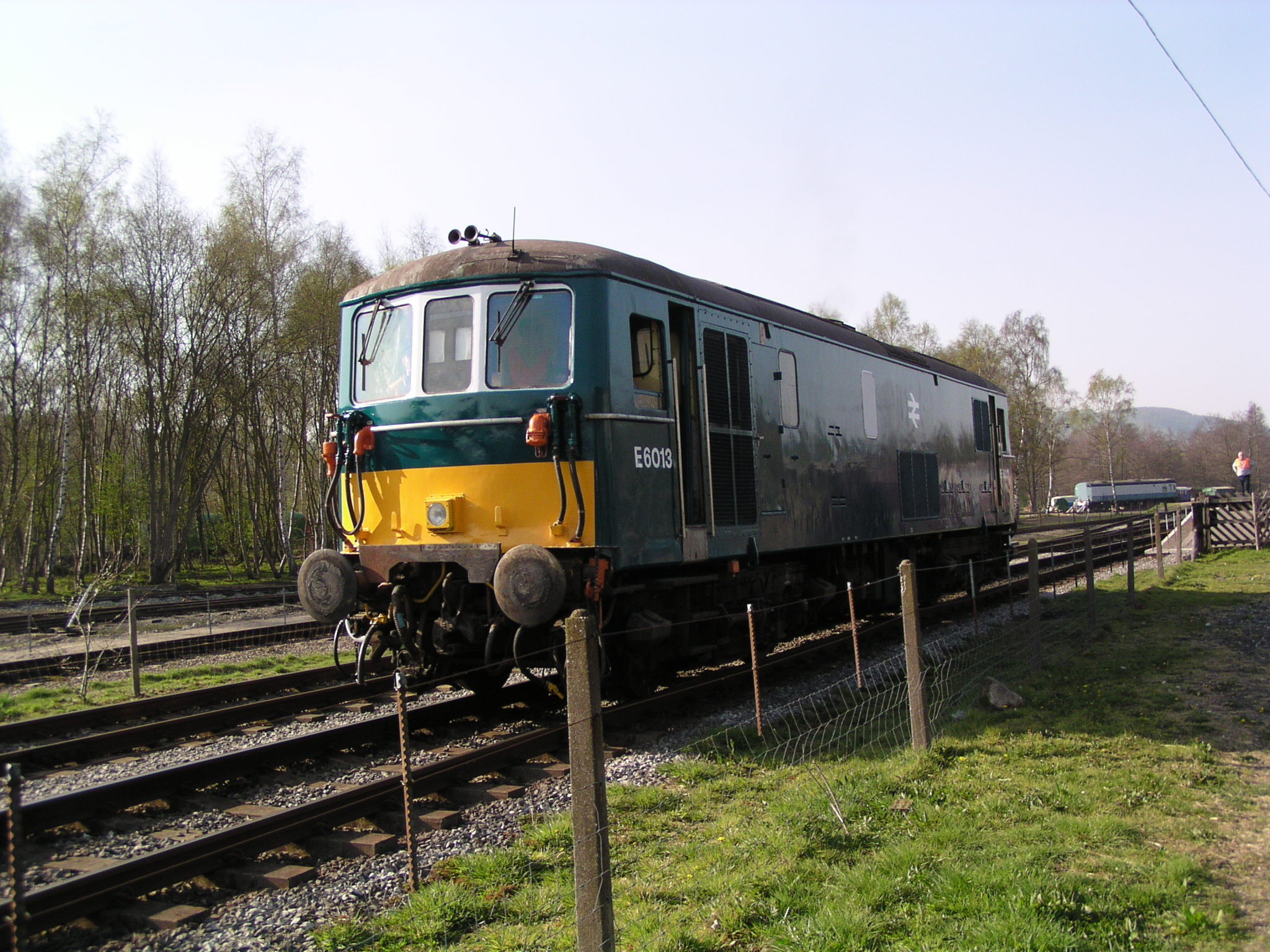
De E6013 (73107) te Rowsley South, op de Peak Railway op 17 april 2003. Deze locomotief was geleend van de Fragonset Railways en is inmiddels teruggekeerd op de hoofdlijnen.

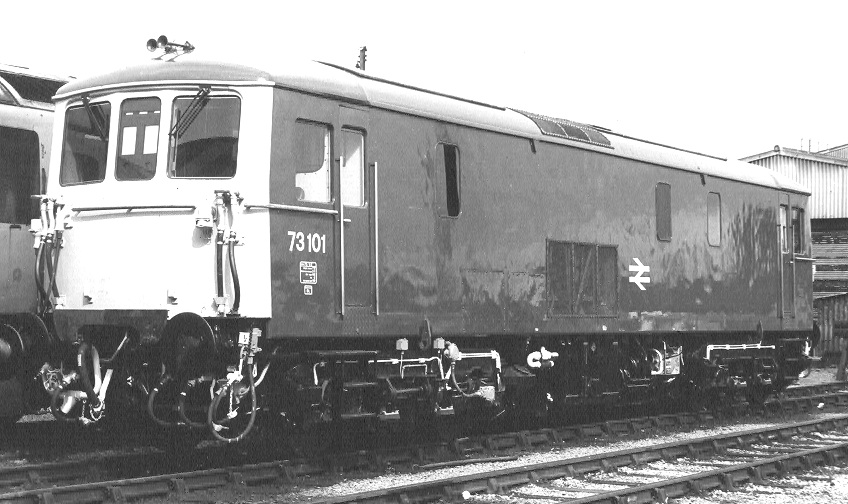
De 73101 in de BR blue kleurstelling

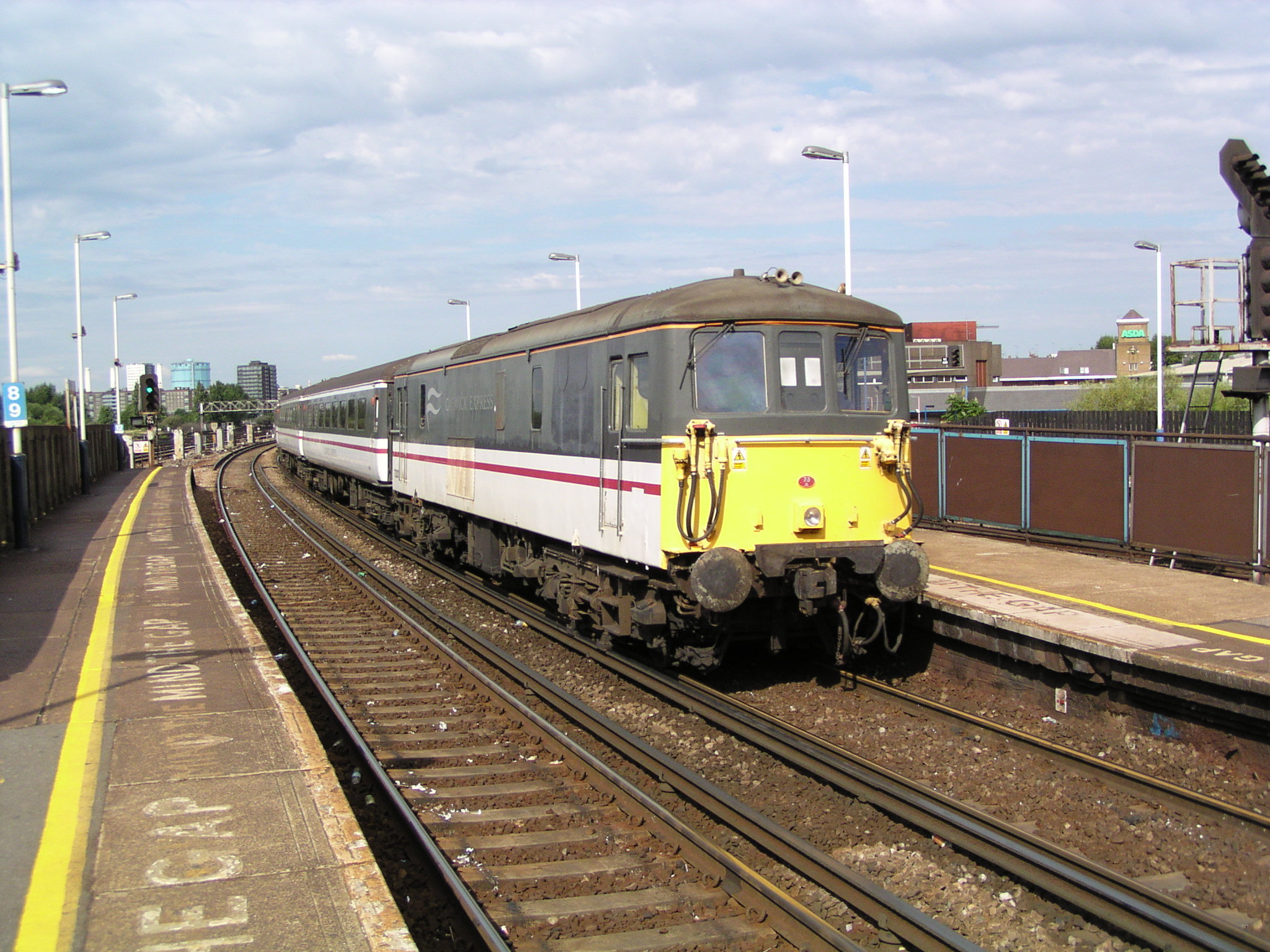
de 73201, class 73/2, in dienst als Gatwick Express in 2003

De Class 73 is een Britse elektro-diesellocomotief uit begin jaren '60. Het is een uitzonderlijk ontwerp omdat het kan rijden met het 650/750 V derde rail systeem van de Southern Region of met de meegevoerde dieselmotor voor niet geëlektrificeerde trajecten. Het maakt de locomotieven veelzijdig, al kan de dieselmotor minder vermogen leveren dan dat er beschikbaar is tijdens het derderailbedrijf, waardoor ze nauwelijks buiten het gebied Southern Region kwamen. Nadat de sterkere Class 74 in 1977 werden uitgerangeerd en gesloopt is de Class 73 nu een unicum op het Britse spoor. Van de reeks zijn 10 locomotieven gesloopt.

## Geschiedenis
De locomotieven zijn besteld als onderdeel van het moderniseringsplan uit 1955, waarin onder andere de uitbreiding van het aantal baanvakken met een derde rail in de Southern Region was voorzien. Ze waren bedoeld als universele locomotieven, voor post, vracht en personentreinen, meestal op routes met gedeelten zonder derde rail, zoals voor de boottreinen.

## Omschrijving
De reeks van 49 locomotieven werd in twee stappen gebouwd met onderdelen van English Electric. De eerste zes werden gebouwd in de British Rail werkplaats van Eastleigh in 1962 en kregen de nummers E6001-E6006 en de typeaanduiding Class JA. In 1968, bij de invoering van de computernummering, werden ze aangeduid als Class 72 ter onderscheiding van de later gebouwde locomotieven. Toch werden ze begin jaren '70 aangeduid als Class 73/0 en omgenummerd naar 73001-73006.
Na goed verlopen proefritten met eerste zes locomotieven produceerde English Electric, tussen 1965 en 1967, 43 exemplaren in haar Vulcan gieterij. Deze werden aanvankelijk als Class JB aangeduid en kregen de nummers E6007-E6049. Ze weken op een paar punten af van de eerste zes met als belangrijkste verschil het grotere vermogen en de hogere snelheid van 90 mijl/u in plaats van 80 mijl/u. Toen de computernummering werd ingevoerd kregen ze de aanduiding Class 73/1 en werden ze omgenummerd in 73101-73142. De E6027 was als enige al uitgerangeerd na een ongeluk en werd derhalve niet omgenummerd. Verder werden ze uitgerust met ronde buffers met een pneumatische vering in plaats van de traditionele ovale buffers met een veermechanisme. Tijdens regulier onderhoud werden de JA locomotieven ook allemaal voorzien van de pneumatische buffers zodat van een afstand nauwelijks meer te zien was of er sprake was van een JA of een JB.
Van meet af aan werden alle locomotieven van een Pullman oplegplaat tussen de buffers voorzien zodat ze kortgekoppeld met elektro-pneumatische bediende treinstellen van de Southern Region konden rijden in trek-duw formatie. Hiertoe waren de buffers ook intrekbaar gemaakt. De smalle, doosachtige, bovenbouw maakte de inzet op alle lijnen van de Southern Region mogelijk met inbegrip van de krappe tunnels op de Hastings Lijn.

## Technische gegevens
De locomotieven waren uitgerust met sleepcontacten voor de 650 of 750 V = derde rail en een dieselmotor voor de inzet op niet-geëlektrificeerde baanvakken.
De stroomafname vond plaats van de bovenzijde van de stroomrail. Ieder draaistel had twee sleepcontacten aan iedere kant die konden worden ingetrokken als ze niet gebruikt werden. Hiermee werd schade voorkomen als ze niet onder druk stonden; door het wegvallen van de druk konden ze namelijk buiten het profiel terechtkomen.
Een groot probleem met het ontwerp was het ontbreken van elektrische scheiding tussen de stroomcircuits in de verschillende draaistellen. De spanning voor de derde rail wordt op korte afstand opgewekt, en het komt daardoor veelvuldig voor dat de trein zich op een overgang bevindt van het ene naar het andere onderstation. Hoewel veel gedaan is om de spanningsverschillen minimaal te houden kan juist aan het eind van de secties - dus op de overgangen - de derde rail op de ene sectie een beduidend hogere spanning hebben dan de andere. Dat komt onder meer door spanningsverliezen veroorzaakt door andere treinen. Een class 73 die zich op de grens van twee circuits bevindt vormt een elektrische brug tussen twee onderstations, waarbij grote stromen gaan lopen van het ene draaistel via de trein naar het andere draaistel. Dit probleem deed zich vooral voor bij wissels waar de stroomrail niet over voldoende afstand onderbroken kan worden. Vele class 73 liepen in de loop der jaren op deze manier brandschade op. De class 73 was dan ook bekend om de vonkenregens die hierdoor zichtbaar waren.

### Energietoevoer
In tegenstelling tot de eerder gebouwde Southern Region Class 70 en Class 71 hadden deze geen generator met vliegwiel om tijdens onderbrekingen van de stroomrail toch stroom te hebben, ze konden echter wel gebruikmaken van hun dieselmotor.
De 600 pk English Electric 4SRKT Mk II dieselmotor had een kleiner vermogen dan, maar was wel betrouwbaarder dan de 650 pk Paxman 6YJXL die in de Class 74 elektro-diesel werd toegepast. De class 73 gebruikte twee aparte regelaars, een voor de elektrische en een voor de diesel aandrijving.

### Treinschakeling
De treinschakeling was het standaard SR 27 systeem dat borg stond voor een goede inpassing. Hiermee kon gekoppeld gereden worden met de 33/1, Class 71, Class 74, en de meeste, tussen 1956 en 1974 gebouwde, treinstellen van de Southern Region. Door het elektro-pneumatische remsysteem kon ook in treinschakeling gereden worden met de Blue Star koppeling uitgeruste hoofdlijn diesels van de types 2, 3 and 4, hoewel dit in de praktijk zelden gebeurde. De aflevering van de class 73/1 door Vulcan werd gedaan op eigen kracht, meestal als losse locomotief. Op een aantal van deze ritten werden ook af te leveren blue-star Class 20 meegenomen die door de class 73 werden gesleept. Beide locomotieven reden met een draaiende motor en met één bemanning, de rit naar het zuiden werd hier gebruikt om de dieselmotoren in te branden. Op deze ritten werd gereden tot het opstelterrein in Doncaster waar de class 20 werd afgekoppeld en de rit zonder tussenstop werd voortgezet naar het depot Stewarts Lane in Zuid-Londen.
De verschillende koppelingen vereiste twee locomotiefbemanningen. De Waterloo - Exeter dienst gebruikte van oudsher locomotieven die geleend werden van de Western Region en deze dienst was dan ook een hoofdtaak voor de "Warship" class 42/43. In de loop der jaren kregen deze regelmatig te maken met een falende vacuümrem en de class 73 uit Stewarts Lane werd regelmatig te hulp geroepen. Combinaties van de 73+42 werden regelmatig gezien voor de treinen naar Exeter tot Basingstoke of Salisbury waar de defecte locomotief kon worden verwisseld. Ironisch genoeg bleek de class 73 op elektrische tractie een goede partner voor de Warshipclass omdat de ontstane vertraging meestal was ingelopen bij aankomst in Basingstoke.

## British Rail
In 1984 werd een deel van de Class 73 ingezet om de verbeterde Gatwick Express te trekken. Aan de zuidkant van de trein kwam de class 73, de rijtuigen waren Mk2f met airconditioning die waren voorzien van Southern Region treinstelschakelaars en aan de noordkant een Class 489 "GLV" motorrijtuig. Zowel de class 73 als de GLV leverden energie en de treinen reden non-stop tussen London Victoria en Luchthaven Londen Gatwick.

## Privatisering
Na de privatisering van British Rail kromp de class 73 gestaag door de uitrangering bij EWS en de Gatwick Express. Vele kleinere vervoerders kochten een aantal locomotieven en zullen ze in de nabije toekomst blijven inzetten.

### Eurostar
Eurostar is eigenaar van twee Class 73 locomotieven die ze inzet om Eurostar treinstellen te trekken. De locomotieven, 73118 en 73130, zijn daartoe aangepast met extra koppelingen en werden voornamelijk gebruikt om gestrande Eurostar-treinstellen te hulp te komen of ze op niet-geëlektrificeerde baanvakken te trekken. In de praktijk kwamen ze amper buiten het North Pole depot. Toen Eurostar verhuisde naar hun nieuwe depot in Temple Mills en overschakelde op bovenleiding van de High Speed 1 in 2007, werd de Class 73 overbodig en werden ze uitgeleend voor onderwijsdoeleinden: De 73130 ging naar RailSchool in Oost London en de 73118 ging naar het Barry Rail Centre in Zuid Wales. Vervolgens, toen RailSchool failliet ging, werd de 73130 uitgeleend aan de Bluebell Railway maar is nu elders opgeslagen.

### FM Rail
FM Rail (voorheen Fragonset Railways) heeft verschillende overtallige locomotieven van EWS gekocht. De meesten werden aanvankelijk op verschillende plaatsen in het land opgeslagen, met inbegrip van museumlijnen, zoals de Mid-Hants Railway, de Peak Railway en de Dartmoor Railway. Enkele van deze locomotieven werden hersteld en kwamen in bedrijf op de museumlijn, zoals de 73134 op de Dartmoor Railway.
De 73107 "Spitfire" keerde als enige terug in normale dienst in na groot-onderhoud in 2004. De locomotief kreeg de zwarte kleurstelling van de vrachtdivisie van Fragonset en zou worden ingezet voor het verplaatsen van leeg materieel ten behoeve van chartertreinen. Vanaf eind 2004 werd ze verhuurd aan FirstGBRf als versterking van haar vloot en werd ondergebracht in het C2C depot in East Ham samen met de Blue Pullman stam. In 2007 kocht RT Rail de locomotief en voerde groot-onderhoud uit, tevens werd de GBRf-esque kleurstelling aangebracht in het depot St. Leonards.

### Gatwick Express
Tot half-2005 had Gatwick Express verschillende Class 73 met Mk 2 stammen en GLV motorbagagewagens in gebruik. De meeste zijn nu uitgerangeerd en vervangen door elektrische treinstellen. De 73202 "Dave Berry" is echter in dienst gehouden als "Thunderbird" locomotief om gestrande treinstellen te hulp te schieten. Samen met de hele Gatwick Express concessie is de locomotief overgegaan naar Southern.

### GB Railfreight
GB Railfreight is de recentste gebruiker van de Class 73, die zes overtallige locomotieven, nummers 73203-207 en 73209, kocht van Gatwick Express. Vier hiervan (73204-206 en 209) zijn teruggekeerd in normale dienst na renovatie bij Fragonset in Derby. Ze hebben daar de blauw/oranje kleurstelling gekregen en zijn genoemd naar vrouwelijke personeelsleden. De locomotieven worden voornamelijk ingezet in onderhoudstreinen vanuit Eastleigh en Tonbridge. De voormalige vervoerder FirstGBRf kocht de 73208 en schilderde haar in de BR Blue kleurstelling. Begin 2009 werd de 73207 overgeschilderd in Large Logo Blue en ingezet voor rangeer werk op het rangeerterrein van Whitemoor. FirstGBRf heeft ook de 73141, 73212 en 73213 gekocht en deze overgeschilderd in de nieuwe First Group kleurstelling, al ontbreekt op de 73212 het FirstGroup logo. De 73141 werd in juli 2009 'Charlotte' genoemd, terwijl ze ook al in februari 2009 was gedoopt. De locomotieven worden nu ingezet door de Eurotunnel Group en de opschriften van de First Group worden verwijderd. De 73119 werd in september 2011 gekocht van Knights Rail Services en kwam in juni 2012 weer in dienst. In 2013 werden de 73109 en 73136 gekocht door GB Railfreight en kregen, samen met de 73141, 73212 en 73213 met FirstGRBF kleurstelling, de GB Railfreight kleurstelling tijdens een schilderbeurt in het depot van St. Leonards.

### Merseyrail Electrics
Merseyrail Electrics had vier Class 73/0, (Nrs. 73 001, 73 002, 73 004*, 73 005 & 73 006) in gebruik met als standplaats het depot van Birkenhead North. Ze werden ingezet voor rangeerwerk en diensttreinen. Twee, nrs. 73001 en 73006 werden overgeschilderd in de gele Merseyrail kleurstelling. Deze werden later voorzien van een sandite strooier en heringedeeld als Class 73/9. De locomotieven werden uitgerangeerd in 2002 en vervolgens verkocht als historisch materieel.
- 73 004 werd gebruikt als plukloc en werd als eerste gesloopt.

### Network Rail
Network Rail erfde twee overtallige Gatwick Express locomotieven, nrs. 73212 en 73213, van haar rechtsvoorganger Railtrack. Deze werden gerenoveerd en overgeschilderd in de blauw/groene kleurstelling van Railtrack. Ze worden ingezet voor onderhoudstreinen in het kader van de verbetering van het elektrische systeem in de voormalige Southern Region.
Een derde locomotief, nr. 73141, werd aangeschaft als plukloc maar werd toch in normale dienst genomen als reserve voor de andere twee. De locomotieven werden later overgeschilderd in Network Rail geel met rode bufferbalken.
In 2009, werd de 73141 verkregen door FirstGBRf, kort daarop gevolgd door de 73212 en 73213.

### RT Rail
RT Rail kocht in 2007 de 73107 van FM Rail en liet de locomotief overschilderen in het depot van St. Leonards.

### South West Trains
South West Trains erfde de 73109 die werd gebruikt als "Thunderbird" hulplocomotief. In 1990 werd deze locomotief ter herdenking van de 50ste verjaardag van de Battle of Britain, voorzien van de naam Battle of Britain, door treinliefhebbers liefkozend "BoB" genoemd.
South West Trains breidde de vloot later uit door twee locomotieven, de nrs. 73201 en 73235, te huren van Porterbrook, beide waren voormalige locomotieven van Gatwick Express. De eerste, nr. 73235, werd begin 2005 gerenoveerd en overgeschilderd in de Desiro blue kleurstelling. Later dat jaar kwam de 73201 erbij en werd ook de 73109 in de nieuwe kleurstelling geschilderd. De 73109 werd in 2009 verkregen door Transmart Trains.

### Transmart Trains (voorheenThe Class 73 Locomotive Preservation Company)
The Class 73 Locomotive Preservation Company (C73LPC) werd in 2004 opgericht om de nr. 73136 te beheren in het depot van Stewarts Lane in Londen. De 73136 was de laatste in dienst bij EWS en kreeg de naam "Perseverance". In 2006 werd een zwarte doos (OTMR) en automatische treinbeïnvloeding (TPWS) ingebouwd. De locomotief heeft een toelating voor het hoofdnetwerk en is beschikbaar voor verhuur, zowel voor een enkele rit als voor middellange termijn. In 2009 werd de locomotief verhuurd aan de Bluebell Railway om te helpen op haar noordelijk uitbreiding naar East Grinstead. In augustus 2006 werd een overeenkomst met GBRf gesloten om de 73208 van GBRf over te schilderen in BR Blue met het oog op toekomstige charterritten samen met de 73136. De restauratie van de 73210, van een particulier, in het depot van Stewarts Lane werd eveneens door transmart trains uitgevoerd. In september 2008 werd de locomotief ondergebracht bij de Mid Norfolk Railway.
The Class 73 Locomotive Preservation Company ging in 2009 over naar een nieuwe eigenaar en veranderde in 2010 haar naam in Transmart Trains. Sinds deze overname zijn de activiteiten uitgebreid en werden vijf locomotieven, de 73109, 73118, 73133, 73136 en 73211, beheert. Nummer 73211 is gebruikt als plukloc en een terugkeer naar rijvaardige staat is onwaarschijnlijk. De 73133 is sindsdien verkocht aan een partner van Transmart en verliet Selhurst over de weg voor een nieuw leven op Barry Island.
In 2013 werden de 73109 en 73136 verkocht aan GB Railfreight, die ze samen met de 73141, 73212 en 73213 in het depot van St. Leonards overschilderde in GB Railfreight kleurstelling.

## Herontwikkeling
Twee locomotieven, de 73211 en 73104, zijn helemaal herbouwd door de Railway Vehicle Engineering Ltd (RVEL) in Derby. De 600 pk dieselmotor zal worden vervangen door twee Cummins QSK19 750 pk dieselmotoren, waarmee het totale vermogen werd vergroot tot 1.500 pk. The locomotives will be used by Network Rail and will be classified 73/9. De Cummins QSK19 is dezelfde motor die gebruikt wordt in de Class 220 en Class 221 dieseltreinstellen. De 73101 is verkocht voor de herontwikkeling. Het eerste prototype van de nieuwe Network Rail ‘Ultra73′ locomotieven werd onthuld op vrijdag 13 juni 2014 bij het Railway Vehicle Engineering Limited (RVEL) in Derby.
Vanaf 2013 worden vijf GB Railfreight Class 73 herontwikkeld tot Class 73/9 door Brush Traction Wabtec in haar fabriek te Loughborough. De eerste drie omgebouwde locomotieven zijn omgenummerd in 73961-3 van respectievelijk 73209, 73204 en 73206, en zijn voorzien van een MTU 1.600 pk V8 motor. Alle bestaande mechanische en elektrische onderdelen zijn voor de ombouw verwijderd en het front van de locomotieven is gewijzigd door het aanbrengen van lichtbakken en een centralere plaatsing van de aansluitkabels. De twee bestuurdersplaatsen zijn gehandhaafd hoewel met een nieuw bedieningspaneel. De herontwikkelde locomotieven kunnen in treinschakeling rijden met de bestaande Class 73/1 en 73/2, zowel tijdens diesel als elektrisch bedrijf.
De eerste opgeleverde locomotief, 73962 (ex-73204), werd onthuld op 3 augustus 2014 bij Brush in Loughborough. Een tweede GBRF Class 73/9 locomotief, de 73961 (ex 73209), is ook opgeleverd en heeft proefritten met hoge snelheid gehouden op de Great Central Railway.
In februari 2015 gingen de 73961 en 73962 op weg naar het zuiden naar het opstelterrein in Tonbridge West, waar ze momenteel getest worden voor inzet op de hoofdlijnen.

## Historisch materieel

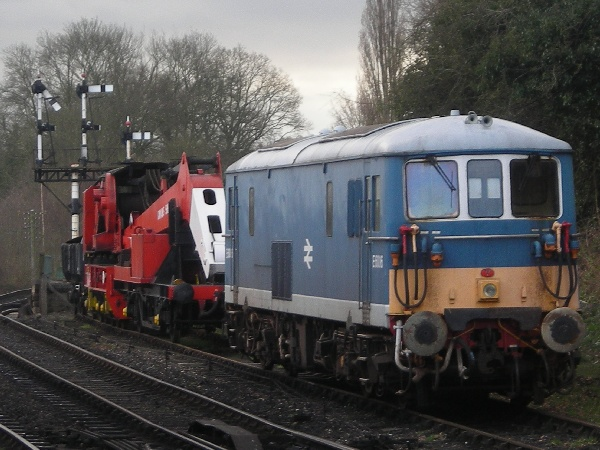
De E6006 als museumloc te Bridgnorth aan de Severn Valley Railway

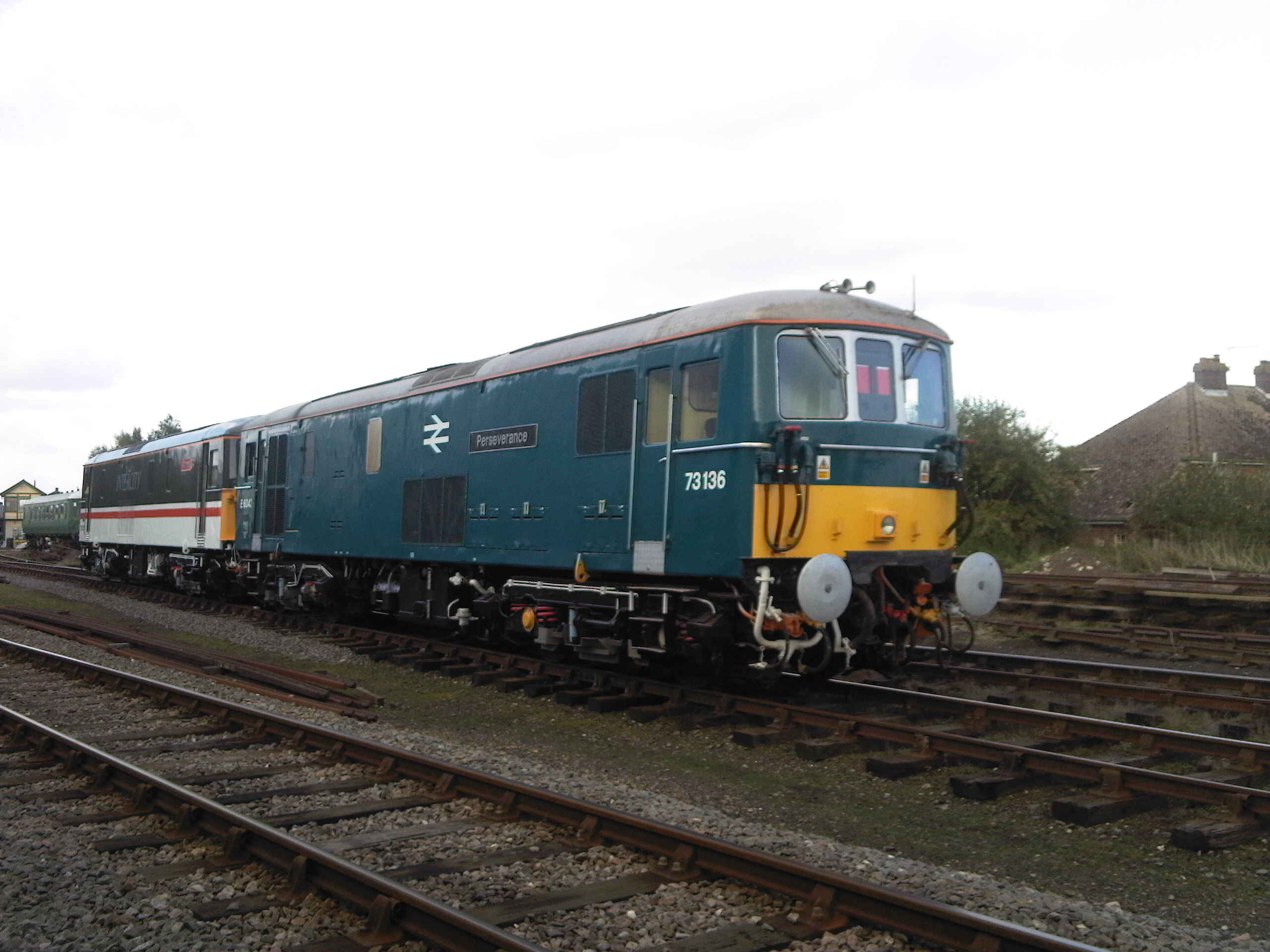
De 73210 en 73136 te Dereham aan de Mid-Norfolk Railway

Meerdere locomotieven rijden als historisch materieel op museumlijnen waar ze gedwongen met dieseltractie rijden omdat geen enkele museumlijn over een derde rail beschikt. Ze zijn bijzonder populair omdat ze een kleine dieselmotor hebben en daarom efficiënt zijn bij snelheden tot 25 mph; het zijn grote hoofdlijn locomotieven en derhalve aantrekkelijker dan rangeermaterieel met vergelijkbare motoren. Dit geldt vooral voor de eerst gebouwde locomotief: Nr. 73001 (ex-Merseyrail Class 73/9), en de voormalige Pullmanlocomotief nr. 73101.
De 73136 is gered van de sloop en door een groep liefhebbers teruggebracht tot hoofdlijncriteria. Het is de eerste elektrische museumloc in privébezit die is toegelaten op de spoorlijnen van Network rail voor een maximumsnelheid van 90 mijl/u.
| Nummers (huidige vetgedrukt) | Nummers (huidige vetgedrukt) | Nummers (huidige vetgedrukt) | Naam               | Kleurstelling                                | Ondergebracht bij                    | Opmerkingen                                            |
| ---------------------------- | ---------------------------- | ---------------------------- | ------------------ | -------------------------------------------- | ------------------------------------ | ------------------------------------------------------ |
| E6001                        | 73001                        | 73901                        | -                  | BR blue met zwart kader rond de cabineruiten | Dean Forest Railway                  | Eerste JA exemplaar. Dienstvaardig.                    |
| E6002                        | 73002                        | -                            | -                  | BR Blue groot logo                           | Dean Forest Railway                  | Tentoongesteld.                                        |
| E6003                        | 73003                        | -                            | Sir Herbert Walker | BR groen/groen                               | Swindon and Cricklade Railway        | Eerste museumexemplaar (december 1996). Dienstvaardig. |
| E6016                        | 73110                        | -                            | -                  | BR Electric Blue                             | Nottingham Transport Heritage Centre | Dienstvaardig.                                         |
| E6022                        | 73210                        | 73116                        | Selhurst           | InterCity                                    | Mid-Norfolk Railway                  | Dienstvaardig.                                         |
| E6036                        | 73129                        | -                            | -                  | BR Electric Blue                             | Gloucestershire Warwickshire Railway | Reparaties aan de bovenbouw, schilderwerk voltooid.    |
| E6040                        | 73133                        | -                            | -                  | BR Electric Blue                             | Barry Island Railway                 | Dienstvaardig.                                         |
| E6047                        | 73140                        | -                            | -                  | BR Network Southeast                         | Spa Valley Railway                   | Dienstvaardig.                                         |

## Onderverdeling
| Groep      | Aantal gebouwd (Omgebouwd*) | Nummering     | Vervoerders       | Loc nrs.                            | Aantal in dienst | Uitgerangeerd | Aantal museumlocs |
| ---------- | --------------------------- | ------------- | ----------------- | ----------------------------------- | ---------------- | ------------- | ----------------- |
| Class 73/0 | 6                           | 73001-006     | -                 | -                                   | -                | 1998–2002     | 5                 |
| Class 73/1 | 43                          | 73101-142     | Eurostar          | 73118/130                           | 2                |               | 5                 |
| Class 73/1 | 43                          | 73101-142     | Nemesis Rail      | 73114/134                           | 2                | 2005-         | 5                 |
| Class 73/1 | 43                          | 73101-142     | GB Railfreight    | 73103/105/107/109/117/119/136/141   | 8                | -             | 5                 |
| Class 73/1 | 43                          | 73101-142     | Network Rail      | 73138                               | 1                | -             | 5                 |
| Class 73/1 | 43                          | 73101-142     | Class 20189 Ltd   | 73128                               | 1                | -             | 5                 |
| Class 73/2 | 14*                         | 73201-213/235 | Gatwick Express   | 73202                               | 1                | -             | 1                 |
| Class 73/2 | 14*                         | 73201-213/235 | GB Railfreight    | 73201/207/212/213                   | 4                | -             | 1                 |
| Class 73/2 | 14*                         | 73201-213/235 | South West Trains | 73235                               | 1                | -             | 1                 |
| Class 73/9 | 9*                          | 73951-952     | Network Rail      | 73951, 952                          | 2                | -             | 0                 |
| Class 73/9 | 9*                          | 73961-967     | GB Railfreight    | 73961, 962, 963, 964, 965, 966, 967 | 7                | -             | 0                 |

## Overzicht
| legenda: | In bedrijf | Uitgerangeerd | Museumloc | In onderhoud | Dienstvoertuig | Gesloopt |

| Numbers  | Numbers | Numbers | Numbers | Na(a)m(en)                                              | Periode                   | Laatste kleurstelling                                                     | Vervoerder                 | Uitgerangeerd | Status                                                                                             | Opmerkingen |
| Pre-TOPS | TOPS    | TOPS    | TOPS    | Na(a)m(en)                                              | Periode                   | Laatste kleurstelling                                                     | Vervoerder                 | Uitgerangeerd | Status                                                                                             | Opmerkingen |
| -------- | ------- | ------- | ------- | ------------------------------------------------------- | ------------------------- | ------------------------------------------------------------------------- | -------------------------- | ------------- | -------------------------------------------------------------------------------------------------- | --- |
| E6001    | 73001   | 73901   | -       | -                                                       | -                         | Merseyrail                                                                | Merseyrail                 | 05/2000       | Museumloc op de Dean Forest Railway                                                                | |
| E6002    | 73002   | -       | -       | -                                                       | -                         | BR Blue Large Logo                                                        | Merseyrail                 | 11/1995.      | Museumloc op de Dean Forest Railway                                                                | Opgeslagen als overtallig materieel en samen met de 73005 gebruikt als plukloc te Kirkdale. (De 73005 is later weer rijvaardig gemaakt). Het is nu een museumloc, hoewel het onwaarschijnlijk is ooit nog te rijden. De loc is nu tentoongesteld in Lydney en wordt gebruikt als plukloc en opslag. De loc is al fors geplukt, hoewel de krachtbron van de 73132 is gemonteerd. |
| E6003    | 73003   | -       | -       | Sir Herbert Walker                                      | 1993-                     | BR Green                                                                  | EWS                        | 09/1996       | Museumloc bij de Swindon and Cricklade Railway                                                     | |
| E6004    | 73004   | -       | -       | The Bluebell Railway                                    | 1987–1990                 | Bluebell Blue                                                             | British Rail               | 09/1991       | Gesloopt te Kingsbury door HNRC (02/2004)                                                          | Gebruikt als plukloc ten behoeve van de 73003 te Isfield. |
| E6005    | 73005   | -       | -       |                                                         | 1988–1993                 | BR Blue                                                                   | GB Railfreight             | 12/2001       | Museumloc bij de Severn Valley Railway.                                                            | |
| E6006    | 73006   | 73906   | -       | -                                                       | -                         | Merseyrail                                                                | GB Railfreight             | 12/2001       | Museumloc bij de Severn Valley Railway.                                                            | |
| E6007    | 73101   | 73100   | -       | Brighton Evening Argus The Royal Alex'                  | 1980-1992 1992-           | Pullman                                                                   | EWS                        | 05/2002       | Opgeslagen te Derby bij het Railway Technical Centre. Toegevoegd aan het 73/3 renovatie programma. | |
| E6008    | 73102   | 73212   | -       | Airtour Suisse                                          | 1985–1997                 | First Group Blue                                                          | GB Railfreight             | -             | In bedrijf                                                                                         | Thans de oudste class 73 in gebruik in normale dienst |
| E6009    | 73103   | -       | -       | -                                                       | -                         | InterCity Executive                                                       | GB Railfreight             | 01/1999       | Burton upon Trent                                                                                  | |
| E6010    | 73104   | 73951   | -       | -                                                       | -                         | InterCity Executive                                                       |                            | 04/1999       | RVEL, Derby                                                                                        | Momenteel in herbouw tot ‘Ultra73′, voorzien voor 2014. |
| E6011    | 73105   | -       | -       | Quadrant                                                | 1987–1990                 | Civil Engineers                                                           | GB Railfreight             | 02/2000       | Burton upon Trent.                                                                                 | |
| E6012    | 73106   | -       | -       | -                                                       | -                         | BR Engineers Grey                                                         | EWS                        | 02/2000       | Gesloopt door C F Booth Ltd in Rotherham (09/2004)                                                 | |
| E6013    | 73107   | -       | -       | Redhill 1844-1994 Spitfire                              | 1994–1999 2004-           | Plain Grey                                                                | GB Railfreight             | -             | In bedrijf                                                                                         | |
| E6014    | 73108   | -       | -       | -                                                       | -                         | Civil Engineers                                                           | EWS                        | 01/2002       | Gesloopt door C F Booth Ltd in Rotherham (09/2004)                                                 | |
| E6015    | 73109   | -       | -       | Battle of Britain 50th Anniversary                      | 1990-                     | SWT Blue/Red                                                              | GB Railfreight             | -             | In bedrijf                                                                                         | |
| E6016    | 73110   | -       | -       | -                                                       | -                         | BR Electric Blue                                                          | EWS                        | 05/2002       | Museumloc bij het Transport Heritage Centre te Nottigham                                           | |
| E6017    | 73111   | -       | -       | -                                                       | -                         | InterCity Executive                                                       | British Rail               | 05/1991       | Gesloopt te Stewarts Lane (01/1997)                                                                | |
| E6018    | 73112   | 73213   | -       | University of Kent at Canterbury                        | 1990–1997                 | First Group Blue                                                          | GB Railfreight             | -             | In bedrijf                                                                                         | |
| E6019    | 73113   | 73211   | 73952   | County of West Sussex                                   | 1986–1991                 | Gatwick Express                                                           | Gatwick Express            | 07/2002       | In afwachting van aflevering.                                                                      | Eerst uitgerangeerd op Stewarts Lane en fors geplukt, later gekocht door RVEL. Herbouwd tot ‘Ultra73′ prototype locomotief in 2014. Voltooide locomotief onthuld op 13 juni 2014. |
| E6020    | 73114   | -       | -       | Stewarts Lane Traction Maintenance Depot                | 1994–1999                 | BR Blue Large Logo                                                        | Privé eigendom             | 01/1999       | Uitgeleend aan Battlefield Line Railway                                                            | |
| E6021    | 73115   | -       | -       | -                                                       | -                         | BR Blue                                                                   | British Rail               | 04/1982       | Gesloopt in het depot van Slade Green (04/1982)                                                    | |
| E6022    | 73116   | 73210   | -       | Selhurst                                                | 1986–1997                 | INTERCITY                                                                 | Gatwick Express            | 09/2002       | Museumloc op de Mid-Norfolk Railway                                                                | |
| E6023    | 73117   | -       | -       | University of Surrey                                    | 1987–1996                 | BR Blue                                                                   | GB Railfreight             | 01/1999       | Museumloc te Barrow Hill                                                                           | |
| E6024    | 73118   | -       | -       | The Romney, Hythe and Dymchurch Railway                 | 1987–1996                 | EPS Grey                                                                  | Eurostar                   | -             | Museumloc in het Barry Rail Centre                                                                 | |
| E6025    | 73119   | -       | -       | Kentish Mercury Borough of Eastleigh                    | 1986-1999 2009-           | BR Blue                                                                   | GB Railfreight             | -             | In bedrijf                                                                                         | |
| E6026    | 73120   | 73209   | 73961   | Alison                                                  | 2005-                     | GBRf                                                                      | GB Railfreight             | -             | In bedrijf                                                                                         | Omgebouwd tot Class 73/9 Brush in Loughborough in 2014. Momenteel bezig met proefritten. |
| E6027    | -       | -       | -       | -                                                       | -                         | BR Blue                                                                   | British Rail               | 07/1972       | Gesloopt te Slade Green (02/1973)                                                                  | Zwaar beschadigd bij een ongeluk te Horsham 08/01/1972. |
| E6028    | 73121   | 73208   | 73965   | Croydon 1883-1983 Kirsten                               | 1983-1997 2006-2013       | BR Blue                                                                   | GB Railfreight             | -             | Wordt omgebouwd tot Class 73/9 bij Brush Traction in Loughborough.                                 | Omgedoopt in Kirsten op 10 augustus 2006 te London Victoria. |
| E6029    | 73122   | 73207   | -       | County of East Sussex                                   | 1985–1997                 | BR Blue Large Logo                                                        | GB Railfreight             | 02/2001       | In bedrijf                                                                                         | Een aantal maanden gebruikt als rangeerloc op het rangeerterrein Whitemoor, in 2009 teruggekeerd naar de hoofdlijndiensten. |
| E6030    | 73123   | 73206   | 73963   | Gatwick Express Lisa Janice                             | 1984-1998 2005-2013 2014- | GBRf                                                                      | GB Railfreight             | -             | In 2014 omgebouwd tot 73/9 bij Brush Traction in Loughborough.                                     | |
| E6031    | 73124   | 73205   | 73964   | London Chamber of Commerce Jeanette                     | 1987-1998 2005-           | GBRf                                                                      | Intercity executive        | -             | In 2014 omgebouwd tot Class 73/9 bij Brush Traction in Loughborough.                               | Buiten dienst voor het grootste deel van 2010 in afwachting van nieuwe wielen en een schilderbeurt in 2011. Het depot St. Leonards schilderde de loc verrassend in de Intercity 'Executive' kleurstelling. |
| E6032    | 73125   | 73204   | 73962   | Stewarts Lane Janice Dick Mabbett                       | 1985-1998 2005-2013 2014- | GBRf Blue                                                                 | GB Railfreight             | -             | In bedrijf                                                                                         | De eerste voltooide GBRF 73/9. Onthuld en gedoopt als Dick Mabbett op 3 augustus 2014 bij Brush in Loughborough. Momenteel bezig met proefritten. |
| E6033    | 73126   | -       | -       | Kent & East Sussex Railway                              | 1991–1997                 | Network SouthEast                                                         | EWS                        | 01/1999       | Gesloopt bij Booth Roe Metals te Rotherham 6/8/09                                                  | Half 1996 opgeslagen en daarna gebruikt als plukloc ten behoeve van het renovatie programma voor de Class 73 in Stewarts Lane in juli 1996, hierbij werd de krachtbron overgezet naar de 73112 (nu 73213) voor hergebruik. Begin 1998 als plukloc overgebracht naar Old Oak Common en officieel uitgerangeerd in januari 1999. Daarna overgebracht naar het brandweer oefenterrein in Moreton-in-Marsh en daar gebruikt als oefenobject tot de verkoop aan de sloper op 26 juli 2009. |
| E6034    | 73127   | 73203   | -       | -                                                       | -                         | Gatwick Express                                                           | FirstGBRf                  | 05/2001       | Uitgerangeerd                                                                                      | Gebruikt als plukloc en half 2009 gesloopt na diverse opslagperiodes in de depots van Peterborough, Tonbridge en St Leonards. |
| E6035    | 73128   | -       | -       | O.V.S. Bullied C.B.E. C.M.E. Southern Railway 1937-1949 | 1991–1997                 | EW&S Red/Gold                                                             | EWS                        | 02/2002       | Museumloc op de Pontypool and Blaenavon Railway                                                    | |
| E6036    | 73129   | -       | -       | City of Winchester                                      | 1982–2003                 | Network SouthEast                                                         | EWS                        | 06/2002       | Museumloc in Gloucestershire and Warwickshire Railway                                              | Restauratie van de bovenbouw en overgeschilderd in de electric blue kleurstelling vrijwel voltooid. |
| E6037    | 73130   | -       | -       | City of Portsmouth                                      | 1988–1996                 | EPS Grey                                                                  | Eurostar                   | -             | In bedrijf                                                                                         | |
| E6038    | 73131   | -       | -       | County of Surrey                                        | 1988–1993                 | EWS Red/Gold                                                              | EWS                        | 09/2003       | Gesloopt door C F Booth Ltd te Rotherham (08/2004)                                                 | |
| E6039    | 73132   | -       | -       | -                                                       | -                         | InterCity Executive                                                       | -                          | 11/1998       | Gesloopt door Ron Hull Jr te Rotherham (08/2006)                                                   | Gebruikt als plukloc door het Railway Technical Centre in Derby |
| E6040    | 73133   | -       | -       | The Bluebell Railway                                    | 1990–2004                 | Transmart Trains Green kleurstelling met kleine gele waarschuwingspanelen | Transmart Trains           | -             | In bedrijf, beschikbaar voor verhuur.                                                              | Voorheen gebruikt op rangeerterrein Fairwater in Taunton. Nu in reparatie en schilderbeurt in het depot van Selhurstt. Eigendom van Transmart Trains. |
| E6041    | 73134   | -       | -       | Woking Homes 1885-1985                                  | 1985–1996                 | InterCity Executive                                                       | Nemesis Rail               | 04/1999       | Museumloc in de loods van Barrow Hill                                                              | |
| E6042    | 73135   | 73235   | -       | -                                                       | -                         | SWT Blue/Red                                                              | South West Trains          | -             | Opgeslagen                                                                                         | |
| E6043    | 73136   | -       | -       | Kent Youth Music Perseverance                           | 1992-2004 2004-           | GBRf Blue                                                                 | GB Railfreight             | 01/2004       | In bedrijf.                                                                                        | |
| E6044    | 73137   | 73202   | -       | Royal Observer Corps Dave Berry                         | 1985–1997 2005-           | Southern                                                                  | Southern / Gatwick Express | -             | In bedrijf.                                                                                        | Gatwick Express kleurstelling overgeschilderd door St Leonards Railway Engineering, opgeleverd 09 dec 2013, terug naar Stewarts Lane 10 dec 2013 |
| E6045    | 73138   | -       | -       | -                                                       | -                         | Network Rail                                                              | Network Rail               | -             | In bedrijf.                                                                                        | |
| E6046    | 73139   | -       | -       | -                                                       | -                         | Preserved at Weardale Railway                                             |                            | 03/1999       | Opgeslagen bij het Railway Technical Centre in Derby.                                              | |
| E6047    | 73140   | -       | -       | -                                                       | -                         | BR Blue                                                                   | Spa Valley Railway         | 11/1998       | Museumloc te Tunbridge Wells West (75F).                                                           | Eerste museum exemplaar van de JB tranche, privé eigendom, verhuurd aan de Spa Valley Railway in 2000 |
| E6048    | 73141   | -       | -       | Ron Westwood / David Gay Charlotte                      | 2009-2009 2009-           | First Group Blue                                                          | GB Railfreight             | -             | In bedrijf.                                                                                        | Network Rail doopte de 73141 twee keer (iedere kant een naam) op 20 februari 2009. Per juli 2009, kwam de locomotief weer in bedrijf bij FirstGBRf. |
| E6049    | 73142   | 73201   | -       | Broadlands                                              | 1980-1998 2009-           | BR Blue                                                                   | GB Railfreight             | -             | In bedrijf.                                                                                        | Omgedoopt in Broadlands op 21 mei 2009 bij het eeuwfeest van de werkplaats van Eastleigh. |